# Коннолли, Кристен
Кри́стен Но́ра Ко́ннолли (англ. Kristen Nora Connolly; род. 12 июля 1980, Монтклэр, Нью-Джерси) — американская актриса.

## Карьера
Коннолли родилась в Монтклэйре, Нью-Джерси. В начале карьеры она сыграла несколько незначительных ролей в кино и появилась в эпизодах сериалов «Новый Амстердам» и «Закон и порядок: Преступное намерение», а в 2008 году взяла на себя второстепенную роль в дневной мыльной опере CBS «Как вращается мир». После ухода из шоу она появилась в сериалах «Сестра Джеки» и «Хорошая жена», а в 2012 году сыграла ведущие роли в фильмах ужасов «Хижина в лесу» и «Залив». Затем она получила роль в экранизации новеллы Стивена Кинга «Хороший брак».
В 2017 году актрису можно было увидеть в биографической драме «Лжец, Великий и Ужасный». В марте 2022 года в российский прокат выйдет эротический триллер Эдриана Лайна «Глубокие воды», сюжет которого закручивается вокруг порочного брака (героев Бена Аффлека и Аны де Армас). Картина основана на одноимённом романе Патриции Хайсмит. Кристен сыграла в фильме Джеки.
На телевидении, Коннолли наиболее известна благодаря роли Кристины Галлагер в сериале Netflix «Карточный домик», где она начала сниматься в 2013 году. В 2014 году она снялась с Эдриеном Броуди в мини-сериале History «Гудини». Затем она получила одну из центральных ролей в сериале ABC «Шёпот», заменив Брианну Браун, снявшуюся в оригинальном пилотном эпизоде.
Недавно актрису можно было увидеть в сериалах «Блудный сын» и «Зло».

## Личная жизнь
У Коннолли есть сын, Стивен (род. в июле 2018), от Стивена О’Райлли.

## Фильмография

### Фильмы
| Год  | Название на русском     | Название на английском      | Роль              | Примечания             |
| ---- | ----------------------- | --------------------------- | ----------------- | ---------------------- |
| 2003 | Улыбка Моны Лизы        | Mona Lisa Smile             | Студент           |                        |
| 2006 |                         | iChannel                    | Девушка           |                        |
| 2008 | Явление                 | The Happening               | Женщина           |                        |
| 2008 | Знакомьтесь: Дэйв       | Meet Dave                   | Девушка           |                        |
| 2008 | Дорога перемен          | Revolutionary Road          | Миссис Брейс      |                        |
| 2009 | Шопоголик               | Confessions of a Shopaholic | Девушка в розовом |                        |
| 2011 | Определённость          | Certainty                   | Бетси             |                        |
| 2011 | Пять стадий горя        | The Five Stages of Grief    | Эллисон           | Короткометражный фильм |
| 2012 | Хижина в лесу           | The Cabin in the Woods      | Дана Полк         |                        |
| 2012 | Залив                   | The Bay                     | Стефани           |                        |
| 2012 | Бывшие девушки          | Ex-Girlfriends              | Лаура             |                        |
| 2014 | Могучий хороший человек | A Mighty Nice Man           | Мать Шарлотт      | Короткометражный фильм |
| 2014 | Хороший брак            | A Good Marriage             | Петра             |                        |
| 2014 | Худшие друзья           | Worst Friends               | Зоуи              |                        |
| 2017 | Лжец, Великий и Ужасный | The Wizard of Lies          | Стефани Мейдофф   |                        |
| 2022 | Глубокие воды           | Deep Water                  | Келли Уилсон      |                        |
| 2025 | Милая, не надо!         | Honey Don’t!                |                   |                        |

### Телевидение
| Год       | Название на русском                   | Название на английском       | Роль              | Примечания                                 |
| --------- | ------------------------------------- | ---------------------------- | ----------------- | ------------------------------------------ |
| 2008      | Новый Амстердам                       | New Amsterdam                | Фанни             | Эпизод: «Honor»                            |
| 2008      | Закон и порядок: Преступное намерение | Law & Order: Criminal Intent | Миранда / Тереза  | Эпизод: «Vanishing Act»                    |
| 2008      | Направляющий свет                     | The Guiding Light            | Джолин            | Дневная мыльная опера                      |
| 2009      | Жизнь на Марсе                        | Life on Mars                 | Донна             | Эпизод: «Let All the Children Boogie»      |
| 2008—2009 | Как вращается мир                     | As the World Turns           | Джози Андерсон    | Дневная мыльная опера                      |
| 2009      | Сестра Джеки                          | Nurse Jackie                 | Миссис Вогал      | Эпизод: «School Nurse»                     |
| 2009      | Милосердие                            | Mercy                        | Кэри Уитлоу       | Эпизод: «You Lost Me with the Cinderblock» |
| 2011      | Хорошая жена                          | The Good Wife                | Мэгги Ривз        | Эпизод: «Get a Room»                       |
| 2013—2014 | Карточный домик                       | House of Cards               | Кристина Галлагер | Регулярная роль                            |
| 2014      | Гудини                                | Houdini                      | Бесс Гудини       | Мини-сериал                                |
| 2015      | Шёпот                                 | The Whispers                 | Лина Лоуренс      | Регулярная роль, 13 эпизодов               |
| 2015—2017 | Зоо-апокалипсис                       | Zoo                          | Джейми Кэмпбелл   | Регулярная роль                            |
| 2019      | Блудный сын                           | Prodigal Son                 | Бет Сэйверштейн   | 1 эпизод                                   |
| 2019—2021 | Зло                                   | Evil                         | Мира Бирд         | 5 эпизодов                                 |